# إيفا بارتليت
إيفا بارتليت (بالإنجليزية: Eva Bartlett) هي صحفية كندية، ولدت في 14 يونيو 1977.